# Hanna Jmelnytska
Hanna Jmelnytska es una deportista ucraniana que compitió en natación sincronizada. Ganó tres medallas en el Campeonato Europeo de Natación, en los años 2008 y 2012.

## Palmarés internacional
| Campeonato Europeo | Campeonato Europeo       | Campeonato Europeo | Campeonato Europeo |
| Año                | Lugar                    | Medalla            | Prueba             |
| ------------------ | ------------------------ | ------------------ | ------------------ |
| 2008               | Eindhoven (Países Bajos) | Medalla de bronce  | Equipo             |
| 2008               | Eindhoven (Países Bajos) | Medalla de bronce  | Combinación libre  |
| 2012               | Eindhoven (Hungría)      | Medalla de plata   | Combinación libre  |